# Bhekásana
Bhekásana neboli „žába“ je jedna z ásan.

## Etymologie
Bheka (भेका) znamená v sanskrtu žába.

## Popis
Jde o obměnu luku a může ukončit statickou fázi dhanurásany,